# Eisenach Challenger 1998
L'Eisenach Challenger 1998 è stato un torneo di tennis facente parte della categoria ATP Challenger Series nell'ambito dell'ATP Challenger Series 1998. Il torneo si è giocato a Eisenach in Germania dal 22 al 28 giugno 1998 su campi in terra rossa.

## Vincitori

### Singolare
Edwin Kempes ha battuto in finale  Marco Meneschincheri con il punteggio di 7–6, 6–3

### Doppio
Jaime Oncins /  Cristiano Testa hanno battuto in finale  Rene Nicklisch /  Patrick Sommer con il punteggio di 6–1, 6–3